# Блэкуотер (заповедник)
Блэкуотер (англ. Blackwater. Полное название: Национальный заповедник дикой природы Блэкуотер) — национальный заповедник дикой природы в Мэриленде, США. Был создан в 1933 году как территория для защиты перелётных птиц, которые используют важнейший маршрут миграции, известный как Атлантический пролётный путь.
Заповедник Блэкуотер-Рефудж находится на восточном побережье штата Мэриленд, в округе Дорчестер, всего в 19 км к югу от Кембриджа. Его территория занимает более 110 км² и включает в себя разнообразные природные ландшафты: пресноводные озёра, солёные водно-болотные угодья, открытые поля и смешанные леса.
Блэкуотер-Рефудж — один из более чем 540 заповедников дикой природы, находящихся под управлением Службы охраны рыбных ресурсов и диких животных США.
Заповедник получает воду из рек Блэкуотер и Литтл-Блэкуотер. Название «Блэкуотер» происходит от цвета воды в реках, который становится тёмным из-за танина, попадающего в воду из торфяной почвы болот.

## Дикая природа
В заповеднике Блэкуотер, помимо обширных водно-болотных угодий и лесных массивов, можно встретить более 250 видов птиц, 35 видов рептилий и земноводных, 165 видов растений, находящихся под угрозой исчезновения, а также множество редких растений. В течение всего года на болотах, в лесах, на лугах и полях Блэкуотера можно увидеть разнообразных млекопитающих.
Во время зимней миграции в заповеднике останавливаются более 15 тысяч гусей и 10 тысяч уток. В настоящее время в заповеднике обитают три восстановленных вида: белка-летяга с острова Делмарва[проверить перевод], сапсан, который ранее был исключён из списка мигрирующих, и американский белоголовый орлан, который также был исключён из списка.
Млекопитающие
В заповеднике Блэкуотер можно встретить разнообразных представителей животного мира, среди которых до недавнего времени обитала южноамериканская нутрия. В 1930-х годах её завезли в заповедник, но в 2002 году она была почти полностью истреблена из-за активной охоты.
Также в заповеднике можно увидеть белку-летягу, которая раньше была на грани исчезновения. Для сохранения этого вида были разработаны специальные программы по управлению лесами в Блэкуотере.
Птицы
Блэквотер-Рефудж — это обширная территория, где перелётные птицы могут найти себе пропитание. Среди них особенно много канадских казарок. В этих краях можно увидеть лебедей, журавлей и более двух десятков видов уток.
Самым известным обитателем дикой природы в заповеднике Блэкуотер является белоголовый орлан. В заповеднике находится самая многочисленная гнездящаяся популяция белоголовых орланов на восточном побережье к северу от Флориды, и зимой многие орлы мигрируют в заповедник Блэкуотер из северных штатов и Канады.
Всего в заповеднике можно встретить более 200 видов птиц.

## Возможности
Национальный заповедник дикой природы Блэкуотер предлагает разнообразные возможности для проведения досуга и знакомства с дикой природой.
Основную часть территории заповедника составляют водно-болотные угодья, но посетители могут найти различные способы изучения местной флоры и фауны, а также насладиться природными ландшафтами.
На Ки-Уоллес-драйв находится центр для посетителей, где можно познакомиться с экспозициями, посвящёнными дикой природе. Здесь вы увидите настоящее орлиное гнездо, а также сможете понаблюдать за жизнью орлов с помощью телекамер Eagle Cam и Osprey Cam.
Кроме того, в центре есть книга «Орлиное гнездо», сувенирный магазин и сад бабочек. Для удобства посетителей предусмотрены туалеты, а также карты и брошюры, которые помогут вам лучше узнать и понять этот удивительный уголок природы.
На втором этаже центра для посетителей расположена «Обсерватория дикой природы Wild Birds Unlimited Pathways to Nature». Здесь можно увидеть различные экспонаты, посвящённые птицам, а также воспользоваться биноклями для наблюдения за рекой Блэкуотер, болотом и платформой Osprey Cam.
Подняться на второй этаж можно по лестнице или на специальном лифте, предназначенном для людей с ограниченными возможностями.
Сотрудники центра для посетителей предлагают образовательные программы для детей, а также организуют прогулки с наблюдением за птицами и ежегодный фестиваль орлов.
Центр для посетителей работает с рассвета до заката.
Чтобы оказаться в заповеднике, можно воспользоваться Дикой тропой — это асфальтированный путь длиной около 5,6 км, который проходит рядом с рекой Блэкуотер.
Для личных транспортных средств, за исключением коммерческих фургонов и автобусов, стоимость ежедневного разрешения составляет 3 доллара. Для пешеходов и велосипедистов стоимость посещения составляет 1 доллар.
Кроме того, доступны разрешения и пропуска на более длительный срок, включая годовые пропуска и специальные пропуска для пожилых людей.
Помимо зоны для посетителей и природных ландшафтов, Blackwater Refuge предоставляет посетителям три маршрута для гребли и четыре пешеходных маршрута. Также здесь можно заняться охотой, рыбалкой и ловлей крабов.
Кроме того, в заповеднике есть несколько альтернативных въездов, которые позволяют проехать через его территорию, минуя дикие участки.
На территории заповедника находится часть Национального памятника «Подземная железная дорога Гарриет Табман». В 2014 году эта часть территории была передана Службе национальных парков и стала Национальным историческим парком «Подземная железная дорога Гарриет Табман».